# El amor del capitán Brando
Pour plus de détails, voir Fiche technique et Distribution.
El amor del capitán Brando est un film espagnol réalisé par Jaime de Armiñán, sorti en 1974.

## Synopsis
Fernando, un Républicain qui revient à Trescabañas après 35 ans d'exil. Il tombe amoureux, d'Aurora, une jeune instructrice rejetée par le village bigot et dont Juan, un garçon de 13 ans, imitateur de Marlon Brando, est également amoureux.

## Fiche technique
- Titre : El amor del capitán Brando
- Réalisation : Jaime de Armiñán
- Scénario : Jaime de Armiñán et Juan Tébar
- Musique : José Nieto
- Photographie : Luis Cuadrado
- Montage : José Luis Matesanz
- Production : Francisco Hueva et Alfredo Matas
- Société de production : In-Cine Compañía Industrial Cinematográfica
- Pays :  Espagne
- Genre : Drame
- Durée : 93 minutes
- Dates de sortie : 
  -  Espagne : 15 novembre 1974 (Madrid)

## Distribution
- Fernando Fernán Gómez : Fernando
- Ana Belén : Aurora
- Jaime Gamboa : Juan
- Julieta Serrano : María Rosa
- Antonio Ferrandis : Alcalde
- Pilar Muñoz : Sebas
- Fernando Marín : Panta
- Verónica Llimerá : Kety

## Distinctions
Le film a été présenté en sélection officielle en compétition lors de la Berlinale 1974 où il a reçu le prix du jury des lecteurs du Berliner Morgenpost,.